# Гравітаційний рух маси

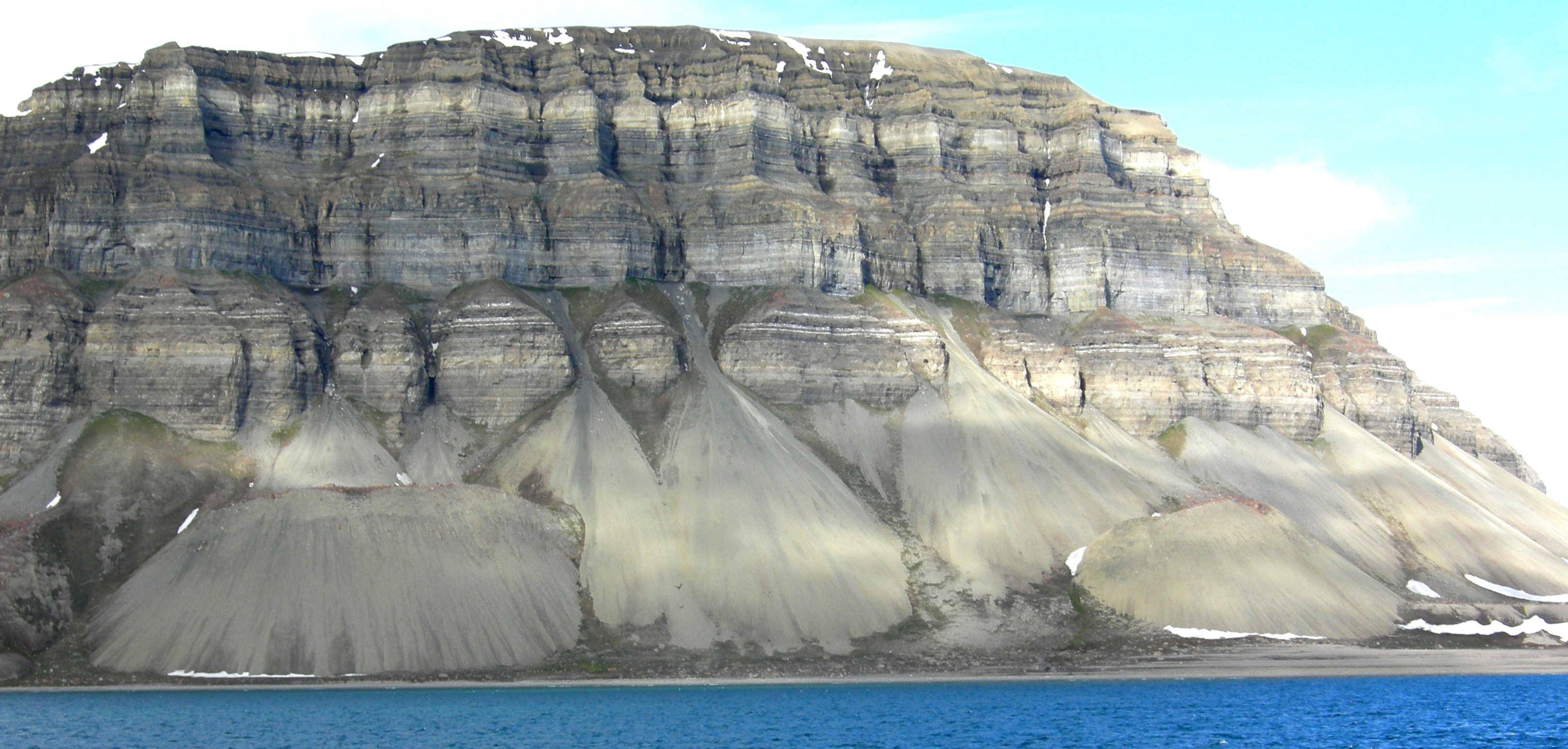
Конус осипів. Шпіцберген, Норвегія.

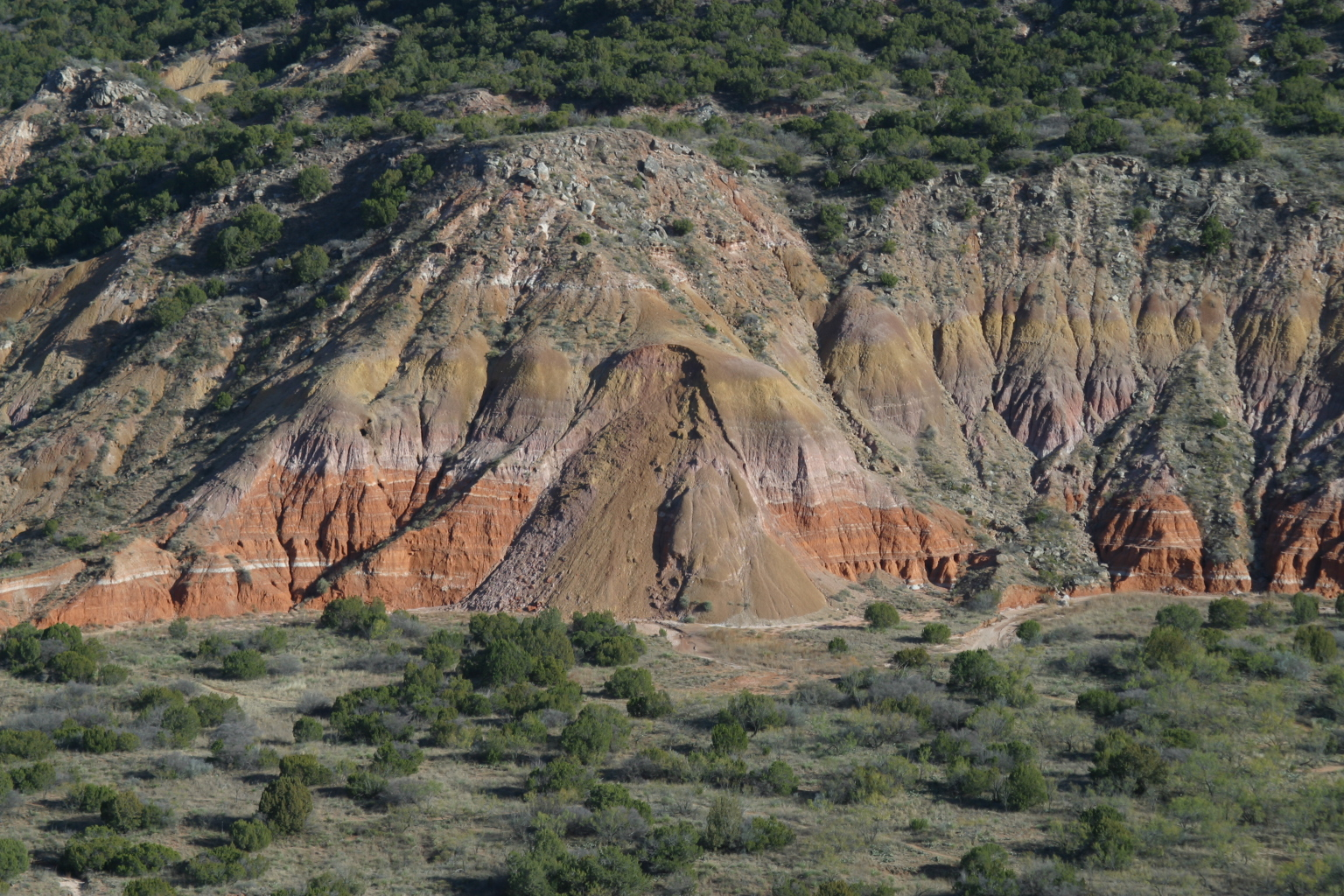
Гравітаційний рух маси. Пало-Дуро (каньйон), Техас. США.

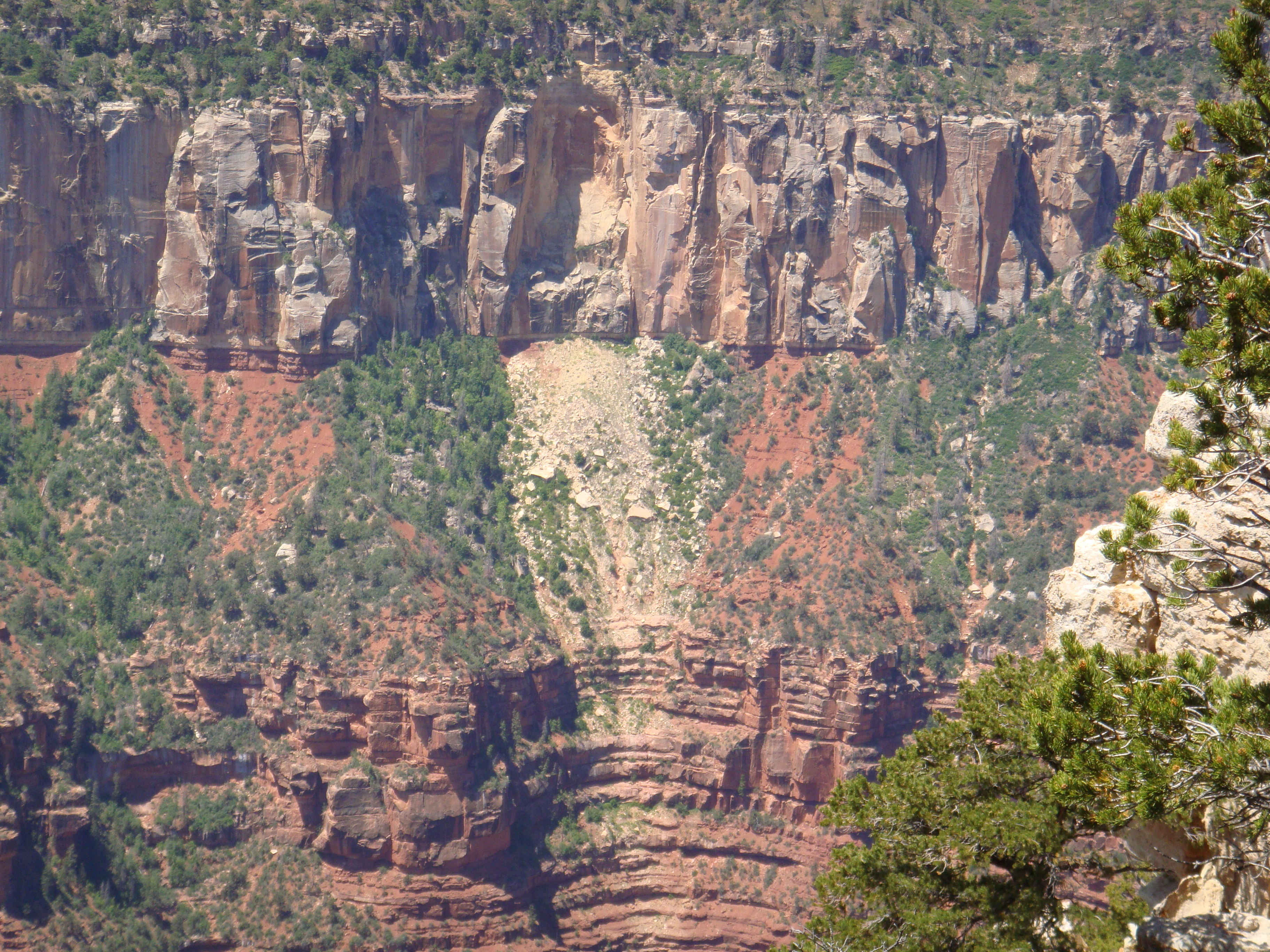
Скелепад у Гранд-Каньйон (національний парк)

Гравітаційний рух маси (англ. Mass wasting, mass movement) — це загальний термін для переміщення гірської породи або ґрунту вниз по схилах під дією сили тяжіння. Він відрізняється від інших процесів ерозії тим, що маса, що транспортується, не захоплюється рухомим середовищем, таким як вода, вітер або лід. Типи масового гравітаційного руху маси включають повзучість, соліфлюкцію, каменепади, зсуви, кожен із яких має свої характерні особливості та відбуваються протягом від секунд до сотень років. Масові гравітаційні рухи маси відбуваються як на наземних, так і на підводних схилах, і спостерігалися на Землі, Марсі, Венері, супутниках Юпітера, Іо та на багатьох інших тілах Сонячної системи.
Швидкі гравітаційні рухи маси, такі як зсуви, можуть бути смертельними та руйнівними. Більш поступові гравітаційні рухи маси, такі як повзучість ґрунту, створює проблеми для цивільного будівництва, оскільки повзучість може деформувати дороги та конструкції та розірвати трубопроводи. Методи боротьби з ними включають стабілізацію схилів, будівництво стін, водозбірних дамб або інших споруд для утримання каменепадів або потоків дрібних гірських порід, залісення та покращення дренажу джерел.

## Інтернет-ресурси
- Georgia Perimeter College: Mass Wasting
- CSU Long Beach: Introduction to Physical Geography: Introduction to Gradational Processes [Архівовано 31 січня 2022 у Wayback Machine.]
- WFPA: Steep Slopes: Geology, Topography, Storms and Landslides in Washington State [Архівовано 1 лютого 2022 у Wayback Machine.]
- NPS.gov: Mass Wasting [Архівовано 1 лютого 2022 у Wayback Machine.]